# Tour de Francia 1909

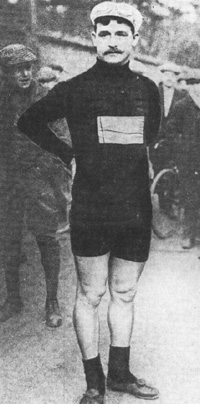
François Faber, vencedor del Tour de Francia de 1909.

El 7.º Tour de Francia tuvo lugar entre el 5 de julio y el 1 de agosto de 1909 a lo largo de 4 488 km repartidos en 14 etapas. Fue la primera edición ganada por un ciclista no francés, el luxemburgués François Faber.
Como el vencedor de las dos últimas ediciones, el francés Lucien Petit-Breton, no tomó la salida, el subcampeón de 1908, François Faber, era considerado el principal favorito. Faber no defraudó, ganando seis de las catorce etapas y la general con facilidad. Las cinco etapas ganadas consecutivamente por Faber suponen un récord aun no igualado por ningún corredor.

## Cambios respecto del Tour de Francia de 1908
El Tour de Francia de 1909 se volvió a decidir por un sistema de puntos: el vencedor de cada etapa recibía un punto, el segundo dos y así sucesivamente. El ciclista que conseguía menos puntos era el vencedor de la general. Tras la octava etapa, los puntos dados en aquellas etapas fueron redistribuidos entre los ciclistas restantes, de acuerdo con sus posiciones en aquellas etapas. Esto mismo se hizo después de la decimotercera etapa.
En 1908 los ciclistas tenían que usar cuadros suministrados por la organización, pero en 1909 esta regla fue abandonada. Las bicicletas estaban marcadas con un sello, para garantizar que los ciclistas solo utilizaran una.
Por primera vez los ciclistas podían participar en la carrera integrados en equipos, aunque técnicamente eran considerados ciclistas individuales.
En las ediciones anteriores la organización del Tour había sido criticada por permitir orinar los ciclistas ante los espectadores, por lo que se decidió instalar baños obligatorios en los puntos de control.

## Participantes
El vencedor de las dos ediciones previas, Lucien Petit-Breton, decidió no tomar parte en 1909. Petit-Breton esperaba que su excompañero de equipo François Faber, segundo en 1908, ganara la carrera. Faber había sido traspasado del equipo Peugeot, que había dominado la edición de 1908, al equipo  Alcyon.
Se estableció un nuevo récord de participantes en la carrera, al ser 150 los ciclistas que iniciaron la carrera.
Las ediciones del Tour disputadas hasta entonces habían sido un éxito, y carreras similares se empezaron a disputar en otros países (sobre todo la Vuelta a Bélgica, que se inició en 1908 y el Giro de Italia, que comenzó en 1909). El Tour de Francia era la principal carrera, en la que participaban los mejores ciclistas, iniciándose el desembarco masivo de ciclistas extranjeros. En total, 19 italianos, 5 belgas, 4 suizos, 1 alemán y 1 luxemburgués empezaron la carrera.
Como los ciclistas podían estar patrocinados, había dos categorías de ciclistas: los ciclistas con patrocinador y los ciclistas sin. Hubo siete equipos en la carrera: Nil-Supra, Alcyon, Biguet-Dunlop, Le Globe, Atala, Legnano y Felsina, con tres o seis ciclistas. La mayoría de los ciclistas pero, 112 en total, no tenían patrocinador y no estaban adscritos a ningún equipo, estando incluidos en la categoría Isolé o independientes. En esta categoría participó por primera vez el español natural de Jaca (Aragón), José María Javierre (Joseph Habierre).

## Desarrollo de la carrera
El Tour de Francia de 1909 fue considerado el más difícil disputado hasta entonces por culpa de las bajas temperaturas, la lluvia y la nieve.
La primera etapa fue ganada por el belga Cyrille van Hauwaert, que se convirtió en el primer belga en ganar una etapa y el primer no francés en ser líder del Tour. François Faber, el principal favorito, acabó en segunda posición.
E l tiempo fue estable durante la primera etapa, pero durante la noche estalló una fuerte tormenta que se alargó durante días. Faber fue el ciclista que mejor se adaptó a las duras condiciones, ganando la segunda, tercera, cuarta, quinta y sexta etapa, un récord aún no superado. 
En la segunda etapa, Faber se escapó a media etapa, rodando en solitario los últimos 200 km de etapa. En la tercera etapa, con la ascensión al coll del Ballon d'Alsace y una temperatura de tan solo 4 °C, Faber rompió la cadena en el último kilómetro, pero esto no le impidió ganar con gran ventaja sobre el inmediato perseguidor. En la quinta etapa, el fuerte viento echó fuera de la carretera a Faber, pero consiguió remontar. Más tarde, un caballo lo tiró al suelo, a la vez que daba una patada a la bicicleta. Faber volvió a subir a la bicicleta y remontó, ganando la etapa con un margen de cinco minutos. En la sexta etapa 20.000 aficionados fueron a ver a Faber ganar su quinta victoria de etapa seguida. La séptima etapa fue ganada por Ernest Paul, hermanastro de Faber. Por culpa del mal tiempo, cerca de 50 corredores, una tercera parte del gran grupo, habían abandonado la carrera en este punto.
Los organizadores del Tour pidieron a Faber que bajara el ritmo para mantener el Tour emocionante. Su jefe de equipo estuvo de acuerdo y Faber permitió a otros ciclistas ganar etapas, mientras su liderazgo nunca estuvo en peligro.
En la quinta etapa Faber acabó en 10.ª posición, a 46 minutos del vencedor, su peor clasificación en la carrera. Él lideraba la carrera con 26 puntos, mientras el segundo clasificado Garrigou tenía 40 puntos.
Ante la imposibilidad de vencer a Faber en este Tour, la pregunta era quien terminaría en segundo lugar. Gustave Garrigou estaba en segunda posición, pero Jean Alavoine se acercaba a él. Garrigou tenía más experiencia y mantuvo la segunda posición. 
En la decimocuarta etapa Jean Alavoine lideraba la carrera cuando rompió la bicicleta a falta de 10 km. No era permitido cambiar la bicicleta, por lo que Alavoine corrió los últimos 10 kilómetros con la bicicleta en los hombros, y aun así ganó la etapa con un margen de 6 minutos y medio.

## Resultados
Los ciclistas del equipo  Alcyon dominaron el Tour de Francia de 1909, ganando 13 de las 14 etapas. Solos Ernest Paul, de la categoría  Isolé ganó una etapa, la séptima.

## Las etapas
| Etapa | Fecha       | Recorrido         | Distancia (km) | Ganador              | Líder                |
| ----- | ----------- | ----------------- | -------------- | -------------------- | -------------------- |
| 1.ª   | 5 de julio  | París - Roubaix   | 272            | Cyrille Van Hauwaert | Cyrille Van Hauwaert |
| 2.ª   | 7 de julio  | Roubaix - Metz    | 398            | François Faber       | François Faber       |
| 3.ª   | 9 de julio  | Metz - Belfort    | 259            | François Faber       | François Faber       |
| 4.ª   | 11 de julio | Belfort - Lyon    | 309            | François Faber       | François Faber       |
| 5.ª   | 13 de julio | Lyon - Grenoble   | 311            | François Faber       | François Faber       |
| 6.ª   | 15 de julio | Grenoble - Niza   | 345            | François Faber       | François Faber       |
| 7.ª   | 17 de julio | Niza - Nimes      | 345            | Ernest Paul          | François Faber       |
| 8.ª   | 19 de julio | Nimes - Toulouse  | 303            | Jean Alavoine        | François Faber       |
| 9.ª   | 21 de julio | Toulouse - Bayona | 299            | Constant Ménager     | François Faber       |
| 10.ª  | 23 de julio | Bayona - Burdeos  | 269            | François Faber       | François Faber       |
| 11.ª  | 25 de julio | Burdeos - Nantes  | 391            | Louis Trousselier    | François Faber       |
| 12.ª  | 27 de julio | Nantes - Brest    | 321            | Gustave Garrigou     | François Faber       |
| 13.ª  | 29 de julio | Brest - Caen      | 415            | Paul Duboc           | François Faber       |
| 14.ª  | 1 de agosto | Caen - París      | 251            | Jean Alavoine        | François Faber       |

### Clasificación general

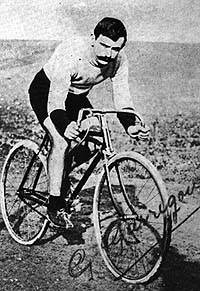
Gustave Garrigou, segundo a la general del Tour de Francia de 1909.

La clasificación general fue calculada por puntos: en cada etapa el vencedor recibía un punto, el siguiente dos, y así sucesivamente. Tras la octava etapa, cuando solo quedaban 71 ciclistas en carrera, los puntos dados en las ocho primeras etapas fueron redistribuidos entre los ciclistas que quedaban en carrera, según sus posiciones en aquellas etapas. De los 150 ciclistas que tomaron la salida, 55 la finalizaron.
François Faber es uno de los ciclistas más jóvenes en ganar el Tour de Francia de la historia, con tan solo 22 años y 7 meses. Solos Henri Cornet en 1904 y Tadej Pogačar en 2020 eran más jóvenes (19 años y 11 meses y 21 años y 12 meses respectivamente).
| Clasificación general |                      |               |        |
| Ciclista              | Ciclista             | Equipo        | Puntos |
| --------------------- | -------------------- | ------------- | ------ |
| 1.º                   | François Faber       | Alcyon-Dunlop | 37     |
| 2.º                   | Gustave Garrigou     | Alcyon-Dunlop | 57     |
| 3.º                   | Jean Alavoine        | Alcyon-Dunlop | 66     |
| 4.º                   | Paul Duboc           | Alcyon-Dunlop | 70     |
| 5.º                   | Cyrille Van Hauwaert | Alcyon-Dunlop | 92     |
| 6.º                   | Ernest Paul          | Independiente | 95     |
| 7.º                   | Constant Menager     | Le Globe      | 102    |
| 8.º                   | Louis Trousselier    | Alcyon-Dunlop | 114    |
| 9.º                   | Eugène Christophe    | Independiente | 139    |
| 10.º                  | Aldo Bettini         | Independiente | 142    |

### Otras clasificaciones
El sexto clasificado, Ernest Paul, ganó la categoría de los "isolé".
El diario organizador de la carrera, L'Auto nombró a François Faber el meilleur grimpeur, el mejor escalador. este título no oficial es el precedente de la clasificación de la montaña.

## Libros y otros
- Coll., Tour de Francia, 100 años, París, L'Équipe, 2003] (enlace roto disponible en Internet Archive; véase el historial, la primera versión y la última)., tomo 1, p.66-71 (en francés)

## Sitios externos
- Wikimedia Commons alberga una categoría multimedia sobre Tour de Francia 1909.
- La mémoire du cyclisme / Tour 1909 Archivado el 5 de septiembre de 2008 en Wayback Machine. (en francés)

- Datos: Q249157
- Multimedia: Tour de France 1909 / Q249157